# Paulo Souto (político do Rio de Janeiro)
José Paulo Pereira Souto (Rio de Janeiro, 10 de janeiro de 1944) é um policial civil e político brasileiro. Em 2006, foi eleito 3º suplente de deputado estadual no Rio de Janeiro, pelo PMN, para a Legislatura 2007–2011. Assumiu o mandato de deputado com a licença de Christino Áureo e as cassações de Jane Cozzolino e de Nilton Salomão.